# Næringsliv
Næringsliv er en samlebetegnelse for de virksomheder, der findes i et vist område (by, egn, land).
Den, der vil forstå måden, hvorpå et samfund sikrer sig de fornødenheder og goder, det har behov for, må sætte sig ind i sammensætningen af dets næringsliv. Denne sammensætning har to sider:
- indbyggernes fordeling efter sysselsætning eller næringsveje,
- næringslivets udformning og tilrettelæggelse i form af bedrifter eller virksomheder.

## Sammensætning
De for næringslivet kendetegnende virksomheders sammensætning kan opgøres på flere ulige måder:
- den vare eller det gode, virksomheden skal frembringe. Disse varer eller goder kan samles i grupper eller brancher kendetegnede ved fælles træk,
- virksomhedernes ejerforhold,
- den måde, hvorpå virksomhedernes drift er indrettet, herunder virksomhedens brug af kraftkilder i driftsforløbet,
- virksomhedens størrelse eller betydning udtrykt fx ved antallet af sysselsatte, den årlige omsætning, afledte virkninger for andre virksomheder (der henholdsvis forsyner eller aftager virksomhedens varer eller ydelser),
- virksomhedernes fordeling efter sted (og baggrunden herfor eller årsagerne hertil).

## To former
Indsigten i ovennævnte forhold kan antage to former:
- en tilstand på et givet tidspunkt,
- en udvikling over tid.

## Forhold, der indvirker på næringslivet
Ulige forhold vil påvirke næringslivet, herunder:
- lovgivning og økonomisk politik,
- teknisk og teknologisk udvikling,
- markedsforhold (konjunkturer),
- indbyrdes konkurrence mellem virksomheder.

## Næringslivet som samfundsbetegnende
Næringslivets sammensætning tillægges som regel en så stor indflydelse på samfundets indretning at det lægges til grund for samfundets benævnelse. Man kan i denne sammenhæng skelne mellem to beskrivelsesmåder: den antropogeografiske klassificering og tre-sektor-hypotesen.

### Antropogeografisk karakteristik
Frem til anden halvdel af 1800-tallet spillede fremskaffelsen af tilstrækkelige fødemidler til at brødføde et givet samfund en så stor rolle i alle samfund, at man ved benævnelsen af disse lagde hovedvægten netop på de ulige måder samfund i denne henseende var indrettede. Som sammenfattende helhedsbeskrivelse skelnedes mellem:
- jægere, (fiskere) og samlere,
- højere (specialiserede) jægersamfund,
- nomadesamfund,
- halvagerbrug med jagt,
- helagerbrug uden plov,
- helagerbrug med plov,

Først omkring 1. verdenskrig var udviklingen så vidt fremskreden at man overvejede at tilføje endnu en samfundsform:
- bykultur[1].

Disse betegnelser anvendes fortsat inden for antropologi og kulturgeografi.

### Tre-sektor-hypotesen
I erkendelse af den stadigt aftagende rolle, som landbrug og fiskeri spillede i mellemkrigstiden genoptoges imidlertid tanker, der først var fremsat af sir William Petty omkring 1690 og som fik opmærksomhed efter genudgivelse omkring århundredeskiftet. Disse tanker gik i korthed ud på følgende:
Ved betragtningen af næringslivets sammensætning i et samfund lægges hovedvægten sædvanligvis på at skelne mellem tre hovedformer:
1. udnyttelsen af de naturgivne forhold (især fødevarefrembringelse og råstofudvinding),
2. vareforædling (forarbejdning),
3. ikke-materiel (immateriel) virksomhed (tjenesteydelser, embedsvæsen).

Det er opfattelsen, at fordelingen på disse hovedformer afspejler samfundets udviklingstrin, idet de mest primitive (oprindelige) samfund altovervejende måtte bruge kræfterne på fødevarefrembringelse, mens mere udviklede samfund, hvor fødevarefrembringelsen gav overskud stort nok til at brødføde væsentligt flere mennesker end de, der virkede ved fødevarernes fremskaffelse, tillod samfundet at bruge flere kræfter på at dække andre, varemæssige (materielle) og immaterielle behov; mest udviklede anses sådanne samfund, hvor en forholdsvis mindre del af samfundets kræfter bruges til at dække også de materielle behov og størstedelen af kræfterne kan bruges til at dække behov for tjenesteydelser og lignende. Derved kan dækkes flest mulige af de tænkelige, menneskelige behov. Et sådant skifte vil i samfundet finde sted ved en stadigt stigende realindkomst; teorien blev af dens førende talsmand, Colin Clark, kaldt for "Pettys Lov" efter ophavsmanden.

## Næringslivet som egns- og bykarakteristik
Også for større og mindre egne og for bymæssige bebyggelser er der gjort tiltag for at beskrive disse på grundlag af den stedligt bosatte befolknings næringsmæssige fordeling. For Danmarks vedkommende blev det tidligste forsøg gjort af Aage Aagesen på grundlag af oplysninger for 1950.
For de daværende sognekommuners vedkommende udskilte han 6 grupper:
1. udprægede landbrugskommuner, hvor mere end 75% af indbyggerne ernærede sig ved landbrug med videre,
2. landbrugskommuner, hvor 50-75% af indbyggerne ernærede sig ved landbrug med videre,
3. landbrugsblandkommuner, hvor landbrug med videre udgjorde den vigtigste levevej men ernærede mindre end 50% af indbyggerne,
4. industriblandkommuner, hvor industri med videre udgjorde den vigtigste levevej men ernærede mindre end 50% af indbyggerne,
5. industrikommuner, hvor mere end 50% ernærede sig ved industri med videre,
6. servicekommuner, hvor serviceerhvervene (handel, samfærdsel, embedsvæsen med videre) udgjorde den vigtigste levevej.

Befolkningsgrupper uden egen næringsvej (børn og studerende, hjemmegående husmødre, husmedhjælpere, pensionister) indgik ikke ved gruppeinddelingen.
For byernes vedkommende foretoges en toleddet inddeling. Først udskiltes byer hvor mere end 50% ernærede sig ved landbrug med videre. Disse blev efterfølgende opdelt i landbrugsbyer, hvis landbrug var vigtigere end fiskeri, og fiskeribyer, hvis fiskeri var vigtigere end landbrug. På tilsvarende måde udskiltes byer, hvor mere end 50% ernærede sig ved industri med videre. Hvis ingen enkelt industrigren spillede en hovedrolle, betegnedes byen som en mangesidig industriby. Hvis derimod en enkelt industrigren spillede en overvejende rolle, fik byen betegnelse herefter; således skelnedes mellem metalindustribyer, tekstilindustribyer, trævareindustribyer, kemiske industribyer, jord- og stenindustribyer samt levnedsmiddelindustribyer. Dernæst udskiltes byer hvor mere end 50% ernærede sig ved service, og disse blev underinddelt i handelsbyer, samfærdselsbyer, administrationsbyer og skolebyer. De byer, hvor ingen af de tre hovednæringsveje sysselsatte mere end halvdelen af indbyggerne, blev slet og ret kaldt mangesidige byer. Ved denne fremgangsmåde fremkom følgende fordeling:
106 landbrugsbyer,
46 fiskeribyer,
163 mangesidige byer,
210 mangesidige industribyer,
15 metalindustribyer,
12 tekstilindustribyer,
9 træindustribyer,
2 kemisk industribyer,
16 sten- og lerindustribyer,
9 levnedsmiddelindustribyer,
10 handelsbyer,
13 samfærdselsbyer,
3 administrationsbyer.
Det er klart, at disse gruppeinddelinger kun har mening, hvis områder eller byer falder i forholdsvis klart adskilte grupper. Jo mindre forskellene er fra sted til sted eller fra by til by, desto mindre bliver grupperingsmulighederne (og desto større bliver sandsynligheden for, at alt ender som "mangesidigt"). På denne baggrund forsøgte Sven Illeris i 1964 at lave en anden inddeling. Denne tog udgangspunkt i en antagelse om, at en vis næringsudøvelse betjente byernes egen befolkning. For at finde byens særkende måtte man se bort fra denne virksomhed og kun betragte de næringsveje, der solgte varer eller tjenesteydelser til omverdenen. Man måtte derfor udskille den "selvbetjenende" del af næringerne, hvilket kunne ske ved at tage udgangspunkt i den by, hvor deres andel var mindst (opdelt efter bystørrelse bestemt ved indbyggertallet). Illeris kom derved frem til en opdeling i:
blandede byer,
oplandsbyer,
udprægede oplandsbyer,
fiskeribyer,
industribyer,
udprægede industribyer (atter underopdelt i læder- og gummiindustribyer, maskinindustribyer, metalindustribyer, textilindustribyer og transportmiddelindustribyer).
De stadigt mindre klare næringssammensætninger har ført til mere avancerede fremgangsmåder ved klassificering af byer efter deres indbyggeres næringsforhold således ved brug af principalkomponentanalyser og klyngeanalyser, hvilket for 1981 gav en inddeling i:
sociale institutionsbyer,
offentlige servicebyer,
maskinindustribyer,
byer med "traditionelle købstadsfunktioner",
servicebyer med undervisning og privat service,
servicebyer med næringsmiddelindustri,
industribyer med privat service.
En vanskelighed ved denne type af byklassificeringer er dog en stadigt voksende pendling, der indebærer, at en bys indbyggeres næringsveje ikke nødvendigvis afspejler byens næringsliv.

## Næringslivet afledte indflydelse
Næringslivet udøver indflydelse på andre forhold i samfundet, således:
- næringslovgivningen og den økonomiske politik,
- indkomstforholdene,
- indbyrdes forhold dels mellem mennesker sysselsat på samme virksomhed, dels mellem mennesker inden for ulige grene af næringslivet,
- fremkomsten af behov for forsyning med råvarer og afskaffelse af affald eller restprodukter,
- forholdet til andre lande og områder, ikke mindst i form af samhandel eller kappestrid om råvarer og afsætningsmuligheder,
- befolkningens bosætningsfordeling.

Næringslivet er kort sagt kilden til et lands velstand og indbyggernes velbefindende.